# Colotis chrysonome
Colotis chrysonome is een vlindersoort uit de familie van de Pieridae (witjes), onderfamilie Pierinae.
Colotis chrysonome werd in 1829 beschreven door Klug.